# Referendumul din Polonia, 2023
Un referendum a avut loc în Polonia pe 15 octombrie 2023, concomitent cu alegerile legislative. Între 11 și 14 august, membrii guvernului au anunțat patru întrebări pentru referendum.
Alegătorii au fost întrebați dacă sunt de acord cu privatizarea întreprinderilor de stat, creșterea vârstei de pensionare, acceptarea imigranților în cadrul mecanismului de relocare al UE și eliminarea barierei de la granița Poloniei cu Belarus.
Referendumul a fost boicotat de principalele partide de opoziție, ceea ce a dus la o prezență la vot de doar 40% (comparativ cu peste 70% la alegeri). Rezultatele nu au fost obligatorii din punct de vedere legal deoarece referendumul nu a atins pragul minim de 50% de validitate, făcând referendumul un exemplu de strategie reușită de boicot.

## Întrebări
Referendumul a inclus patru întrebări:
- Sunteți de acord cu vânzarea activelor de stat către entități străine, ceea ce ar duce la pierderea controlului polonez asupra sectoarelor strategice ale economiei?
- Sunteți de acord cu creșterea vârstei de pensionare, inclusiv revenirea la vârsta de pensionare de 67 de ani pentru bărbați și femei?
- Sunteți de acord cu eliminarea barierei de la granița dintre Republica Polonă și Republica Belarus?
- Sunteți de acord cu acceptarea a mii de imigranți ilegali din Orientul Mijlociu și Africa, în conformitate cu mecanismul de relocare forțată impus de birocrația europeană?

Întrebările au fost formulate într-un mod tendențios și sugestiv și au fost criticate de partidele de opoziție și de analiști, fiind considerate îndreptate împotriva liderului opoziției și fostului prim-ministru Donald Tusk. Legea a fost modificată cu puțin timp înainte de anunțul referendumului, permițând organizarea acestuia în aceeași zi cu alegerile parlamentare, ceea ce a fost interpretat ca o modalitate de a ocoli limitele bugetare pentru campania electorală sub pretextul finanțării referendumului.